# Булель, Мохамед Лауэеж
Мохамед Лауэеж Булель (французское произношение: [mɔamɛd lauɛʒ bulɛl]; араб. محمد لحويج بوهلال‎ Muhammad Laḥwiyyij-Būhlāl; 3 января 1985 — 14 июля 2016) — тунисский террорист, проживавший во Франции. В ночь с 14 на 15 июля 2016 года совершил террористический акт в Ницце, во время которого грузовиком въехал в толпу празднующих День взятия Бастилии на Английской набережной. В результате этих действий погибли 84 человека и были ранены 308. Злоумышленник был застрелен французскими полицейскими, пытавшимися остановить его машину.

## Биография
Родился в Мсакене в Тунисе, маленьком городке за 10 км от прибрежного города Сус. Из данных полиции известно, что у него был французский вид на жительство и что он переехал в Ниццу в 2005 году, устроившись водителем грузовика. Он учился боевым искусствам, часто посещал ночные клубы и вёл «свободную сексуальную жизнь». Мохамед был женат, воспитывал троих детей, но находился в процессе развода. Сообщалось, что у него были финансовые трудности, и чтобы работать водителем, он купил разрешение на грузоперевозки менее чем за год до нападения. В январе 2016 года, он уснул за рулём фургона, и из-за чего впоследствии был уволен.
Его родители в разводе. Отец, живущий в родном городе, рассказал международному агентству, что Мохамед страдал от депрессии, употреблял алкоголь и наркотики: «с 2002 по 2004 год, он столкнулся с проблемами, вызвавшими нервный срыв. Он свирепствовал и кричал, хотел крушить все, что видел». Сестра террориста Рабеб заявила, что семья сдала в полицию документы, свидетельствующие о том, что мужчина посещал психологов в течение нескольких лет. Отец и младший брат злоумышленника также настаивали на том, что нападение «не имело ничего общего с религией», заявив, что Булель не молился и не соблюдал пост в священный месяц Рамадан. Его брат утверждал, что Мохамед не общался с людьми, никогда не отправлял своей семье подарки.
В дни перед нападением мужчина отпустил бороду и объяснял это тем, что «смысл бороды в религиозности». Французские власти заявили впоследствии, что Мохамед проявил интерес к религии совсем незадолго до нападения. Согласно свидетельствам знакомых, он впервые начал посещать мечеть лишь в апреле 2016 года. Французский прокурор Франсуа Молинс заявил, что Булель говорил о своей приверженности Исламскому государству.
По данным СМИ, Мохамед ранее совершил пять уголовных преступлений, в том числе известно об одном случае вооружённого насилия. По состоянию на 27 января 2016 года он был на испытательном сроке за нападение с деревянным поддоном на автомобилиста после ДТП. 24 марта 2016 года он был задержан и приговорён к шести месяцам лишения свободы условно по обвинению в насилии с применением оружия. Последний раз Булель был арестован менее чем за месяц до нападения: это произошло после ДТП, когда он уснул за рулём, с тех пор оставался под судебным контролем. Однако он остался на свободе, поскольку его не посчитали опасным для национальной безопасности.
Мохамед часто посещал Тунис. Последний раз он побывал на родине за восемь месяцев до нападения.
Журнал India Today описал мужчину как «психически неуравновешенного», с бурной личной жизнью, включавшей употребление наркотиков, частое посещение сайтов знакомств и просмотр онлайн-контента с насилием. Правоохранители заявили, что Мохамед имел связи как мужчинами, так и с женщинами.

## Подозрения в принадлежности к Исламскому государству
Газета Nice-Matin опубликовала интервью с очевидцем, который рассказал, что слышал возглас «Аллаху Акбар» во время нападения. Впрочем, официальные лица не подтвердили эти сообщения, а BBC утверждает, что этого возгласа нет на записях.
Французский прокурор заявил, что нападение «носило признаки джихадистского терроризма». Однако предварительное расследование французских чиновников не связывает Мохамеда ни с какими международными террористическими группами. Агентство новостей Amaq писало, что Булель был «бойцом Исламского государства».
Неизвестно, занимался ли Мохамед террористической деятельностью в Тунисе. Его имя не было в списках исламских боевиков, которыми располагают французские полицейские. Гардиан отметила, что его отсутствие благочестия характерно для французских граждан и бельгийских подданных, причастных к террористической деятельности ранее 2016 года.
Французский премьер-министр Мануэль Вальс заявил, что Мохамед был, вероятно, связан с радикальным исламом. Также считает министр внутренних дел Франции Бернар Казнёв, отметив при этом, что о такой деятельности тунисца не было известно властям.
Дядя Булеля утверждал, что его племянник был завербован в Исламское государство членами группировки из Алжира за две недели до нападения. Мохамед просмотрел много видео Исламского государства и очень интересовался стрелком из Орландо Омаром Матином.

## Террористический акт в Ницце
Мохамед побывал на Английской набережной в Ницце дважды за два дня до нападения, там его сняла камера видеонаблюдения. Он также сделал селфи за рулём грузовика перед атакой и направил кому-то текстовые сообщения. Более 200 следователей были привлечены для поиска получателей этих сообщений.